# Трикстер

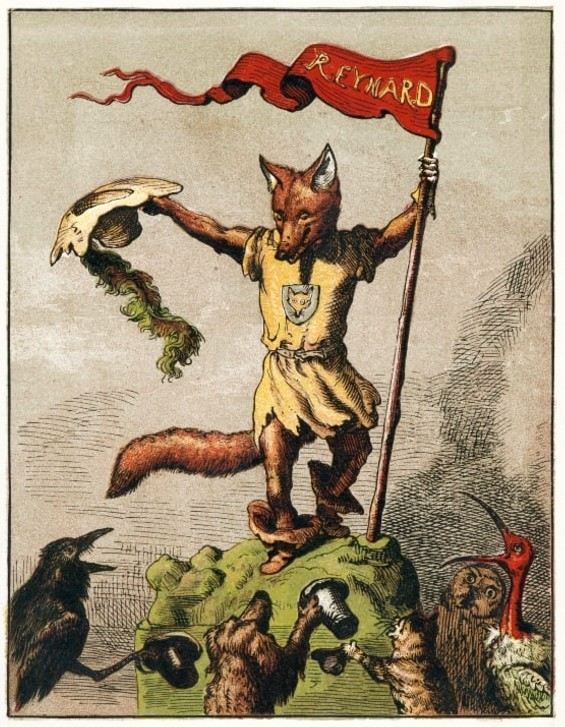
Лис Ренар, иллюстрация в детской книге Мишеля Роданжа (1869)

Три́кстер (англицизм от слова trickster — проказник, ловкач) — архетип в мифологии, фольклоре и религии — «демонически-комический антагонист культурного героя, наделённый чертами плута, озорника» — божество, дух, человек или антропоморфное животное, совершающее противоправные действия или, во всяком случае, не подчиняющееся общим правилам поведения. Как правило, трикстер ставит задачей поменять суть игрового процесса, ситуации и жизни, а не действует по злому умыслу (но в некоторых произведениях их уловки могут иметь очень серьёзные последствия). Не сама игра жизни, а процесс важен для трикстера. В художественных произведениях трикстеры часто выступают в роли антигероев, но могут быть героями или злодеями.

## Мифология
Божество-трикстер нарушает установления богов или законы природы, иногда злонамеренно (например, Локи), но при этом, как правило, добиваясь, пусть и неосознанно, какого-нибудь позитивного эффекта.
Я — часть той силы, что вечно хочет зла и вечно совершает благо.Мефистофель (Гёте. Фауст)
Часто нарушение правил происходит в форме различных уловок, хитростей (например, у Эриды) или воровства. Трикстеры бывают хитрыми или глупыми или же могут совмещать оба этих качества; часто являются предметом осмеяния, даже будучи священными существами или выполняя различные культурные функции. Примером может служить священный Хейока, чья роль заключается в том, чтоб дурачиться и играть и с помощью этого повышать самосознание и служить уравновешивающим механизмом.
Во многих культурах (например, в древнегреческих, скандинавских или славянских мифах, а также в индейских историях) трикстер и культурный герой часто смешиваются. Во многих североамериканских мифологиях койот (у юго-западных индейцев) или ворон (северо-западные индейцы, коряки, ительмены) также выкрал огонь у богов (звёзды или солнце), но он более трикстер, чем культурный герой. Различие заключается в других историях, касающихся характеров этих персонажей: Прометей — Титан, тогда как койот или ворон обычно является шутником и проказником.
Зачастую фигура трикстера проявляет половую изменчивость, меняя гендерные роли. Такие трикстеры появляются в мифологиях североамериканских индейцев, и тогда про них говорят, что они имеют двоедушную природу. Локи, скандинавский трикстер, также проявляет гендерную неустойчивость и однажды даже беременеет от жеребца Свадильфари; интересно, что он делит способность менять пол с Одином, верховным богом, который также проявляет много характеристик трикстера.

### Мифологические трикстеры

Персонаж, называемый трикстером, расположен по центру диаграммы: ни свой, ни чужой, ни сильный, ни слабый, нечто среднее

Герои мифологии народов северной Америки:
- койот (общий для многих народов: мивоки, олони, помо и другие);
- ворон[1] (общий для многих народов: кри, нутка, оджибве, хайда, цимши и другие);
- енот Азебан (мифология народа абенаки);
- Ваджкункага (мифология племени виннебаго);
- Аваккуле, Маннегиши (мифология народа кроу);
- Иктоми Хейока (мифология народа лакота);
- Тоненили (мифология народа навахо);
- Кошары Пайякяму (священные клоуны)[2] (мифология народа пуэбло);
- Кокопелли (мифология народа хопи);
- Кокопелли (мифология народа зуни);
- Вихио (мифология шайенов);
- Амагук (мифология эскимосов);
- Цинн-ан-ев (мифология народа юты);
- расписная черепаха (мифология группы народов алгонкины);
- означивающая обезьяна[3] (афроамериканский фольклор).

Герои мифологии народов Африки:
- паук Ананси (общий для многих народов Западной Африки: ашанти и другие);
- заяц (общий для многих народностей Банту);
- кузнечик Цагн (мифология бушменов);
- Токолоше (мифология народа зулу);
- Эшу (мифология народа йоруба);
- Сет (мифология древнего Египта).

Герои мифологии народов Европы и Азии:
- маленький Сен-Мартин (мифология народа баски);
- Локи[1][4], Один (мифология германских племён);
- Хийси — дух леса из карело-финского эпоса Калевала, зловредный проказник, мешающий и вредящий героям эпоса;
- Эрида, Прометей, Гефест, Гермес[4], Одиссей[5], Сизиф[6], Фаэтон, Дионис[7] (мифология древней Греции);
- Канчиль (мифология народа индонезийцы);
- Луг, Фэйри, Пак (мифология кельтских народов);
- Нэчжа, Сунь У-кун (царь обезьян), У ган (мифология народов Китая);
- Азазель (мифология Леванта);
- Сосруко, Сырдон (нартский эпос на Кавказе);
- ворон Кутх (мифология народов Чукотки и Камчатки);
- Каваль-Антс (Вили Антс) (мифология народа эстонцы);
- Кицунэ, Сусаноо, Каппа (мифология народов Японии);
- Куль-Отыр, Эква-Пыргись (мифология народа манси);
- Лусуты (мифология народа монголы);
- Ульгень (мифология народа алтайцы);
- Индига (мифология народа удэгейцы);
- Азмун (мифология народа нивхи);
- Шурале (мифология татар и башкир);
- Киреметь (мифология чувашей).

Герои прочих мифологий:
- Бамапана (мифология аборигенов Австралии);
- койот Уэуэкойотль (мифология народа ацтеки);
- барон Суббота, Папа Легба (мифология вуду);
- Ива, Каулу, Купуа, Мауи, Пекои (мифология народа гавайцы);
- Мауи (мифология народов Полинезии);
- Досина (мифология народа фиджийцы).

Персонажи государственных и мировых религий:
- ребёнок Кришна[8], Кришна[9] (индуизм).

Фольклорные герои:
- Нестерка (фольклор народа белорусы);
- Хитрый Пётр (фольклор народа болгары);
- Саки-Перере (фольклор народа бразильцы);
- Лис Рейнард (фольклор народа голландцы);
- Тиль Уленшпигель (фольклор народа голландцы, фольклор народа фламандцы);
- Гершеле Острополер (фольклор народа евреи-ашкенази);
- Фигаро (фольклор народа испанцы);
- Дале Мохтар[10] (фольклор народа иранцы);
- Кечелок (Плешивец) (курдский фольклор);
- Пэкалэ и Тындалэ (фольклор Молдавии);
- Рейнеке-Лис, Мефистофель (фольклор Германии);
- Иван-дурак[1][4], Лиса Патрикеевна, Петрушка (фольклор народа русские);
- Ходжа Насреддин (фольклор народов Центральной Азии, Турции, Ирана, Крыма, Татарстана, Восточного Туркестана, Афганистана, Пакистана и Северной Индии, фольклор народа арабы);
- Али Зибак (фольклор народа арабы);
- братец Кролик и тётушка Нэнси (адаптация: Ананси) (фольклор США);
- дядюшка Томпа (фольклор народа тибетцы);
- Лис Ренар, кот в сапогах (фольклор народа французы);
- Лопшо Педунь (фольклор народов Удмуртии);
- Лис Микита, Казак Мамай (фольклор народа украинцы);
- Робин Славный Малый (английский фольклор);
- Алдар Косе (фольклор народа казахи);
- Пыл-Пуги (фольклор народа армяне);
- Багдадский вор (Арабский фольклор).

### Литературные персонажи
- Альфред Джингль («Посмертные записки Пиквикского клуба»);
- Барон Мюнхгаузен;
- Гекльберри Финн;
- Гарри Поттер[11];
- Дон Паблос («Жизнь великого скупердяя»);
- Йозеф Швейк;
- Коровьев;
- Ласарильо с Тормеса;
- Остап Бендер;
- Панург;
- Энди Таккер;
- Язон динАльт («Неукротимая планета»).

## Архетип
В созданной К. Г. Юнгом аналитической психологии трикстер — это один из архетипов коллективного бессознательного. В современной литературе трикстер сохранился как архетипический персонаж, не обязательно божественный или сверхъестественный.
В позднем фольклоре трикстер предстаёт как:
- сообразительный озорной человек (антропоморфные трикстеры) или
- существо, которое пытается противостоять опасностям и проблемам окружающего мира с помощью различных уловок и хитростей (зооморфные трикстеры).

Например, во многих сказках верховный правитель выбирает своей дочери жениха, устраивая различные испытания. Храбрые герои, принцы и рыцари не могут эти испытания выдержать. Тогда появляется простой бедный крестьянин, который с помощью своей сообразительности и ума без борьбы, каким-нибудь необычным способом дурачит чудовищ, злодеев и избегает прочих опасностей. Таким образом, наименее желательный кандидат проходит все испытания и получает награду. Более современными примерами такого типа являются Багз Банни и маленький бродяжка Чарли Чаплина.
Примером озорного человека является образ Коровьева. В сериале Бортко «Мастер и Маргарита» Коровьев во время фокусов в Варьете ловит ртом последнюю из всех карт, залетевших ему в рот. Когда он разворачивает эту карту публике, то на ней оказывается Джокер, то есть Шут. Таким образом Коровьев, как одна из граней Воланда-архетипа, является трикстером. Когда надо исправить навязчивое, но глупое положение дел, Коровьев-трикстер вырывает из дела неудобные страницы ради справедливости.